# Parenthood (seriál, 1990)
Parenthood je americký televizní sitcom, který vychází z filmu Rodičovství (1989). Seriál byl vysílán na stanici NBC v roce 1990, vzhledem k nízké sledovanosti byl zrušen již po 12 epizodách. Poslední, dvanáctý díl, se na obrazovkách objevil dodatečně v létě 1991. V roce 2010 vznikl podle filmu další seriál Famílie.
Seriál Parenthood pojednává o výchově dětí ve čtyřgenerační středostavovské rodině Buckmanových. Oproti ději celovečerního filmu žijí Buckmanovi v Kalifornii místo v St. Louis v Missouri.
Více osob, které se zapojily do tvorby seriálu, se později stalo známými osobnostmi. Účinkovali zde mladí herci Leonardo DiCaprio, David Arquette a Thora Birch, scenáristicky a koproducentsky se na Parenthood podílel také Joss Whedon.

## Obsazení
- David Arquette jako Tod Hawks
- Jayne Atkinson jako Karen Buckman
- Ed Begley, Jr. jako Gil Buckman
- Thora Birch jako Taylor Buckman
- Maryedith Burrell jako Helen Buckman
- Leonardo DiCaprio jako Garry Buckman
- Mary Jackson jako prababička Greenwell
- Zachary La Voy jako Justin Buckman
- Sheila MacRae jako Marilyn Buckman
- Bess Meyer jako Julie Buckman Hawks
- Susan Norman jako Susan Buckman Merrick
- Ken Ober jako Nathan Merrick
- Ivyann Schwan jako Patty Merrick
- Max Elliott Slade jako Kevin Buckman
- William Windom jako Frank Buckman